# 12-я армия (Российская империя)

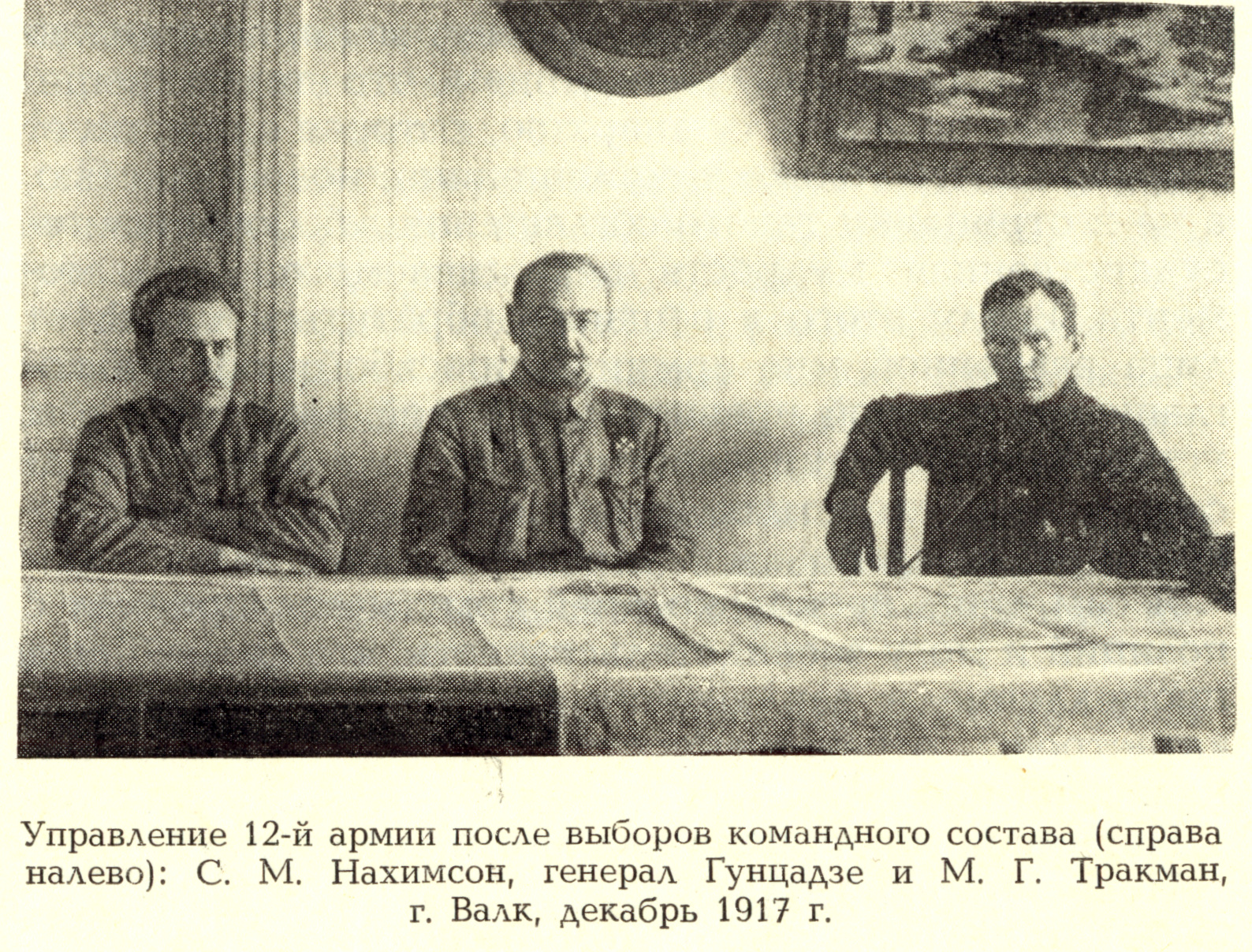
Управление 12-й армии.

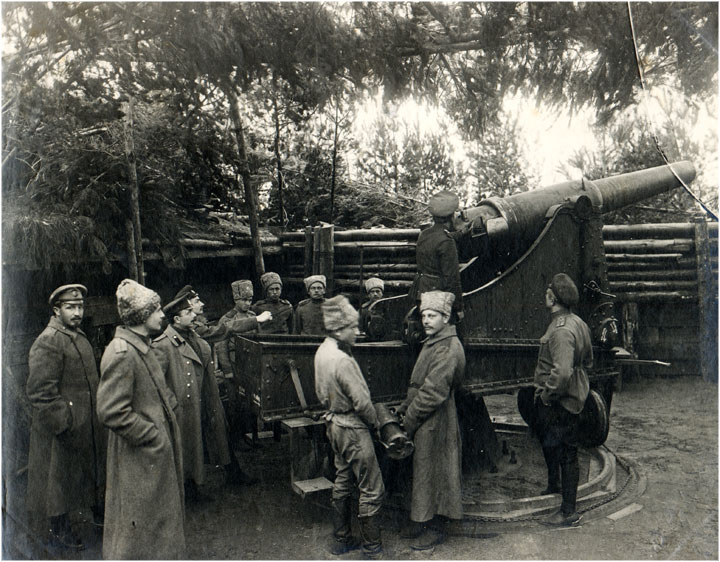
Тяжёлая артиллерия 12-й армии Северного фронта, 1915 год.

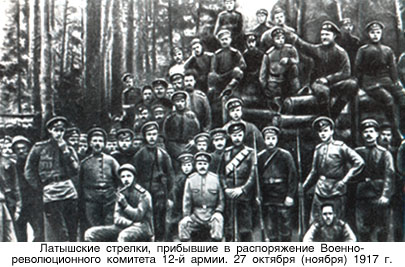
Латышские стрелки прибывшие в распоряжение ВРК 12-й армии, 27 октября (ноября) 1917 года.

12-я армия, 12-я полевая армия — временное общевойсковое оперативное объединение соединений, частей и учреждений Русской армии ВС России, во время Первой мировой войны.
Сокращённое наименование, в служебных документах, и литературе — 12 А.

## История
Армия образована в январе 1915 года на основе формирований Северо-Западного фронта (СЗФ), для оптимизации войск в планируемой Праснышской операции, проведённой позднее в два этапа (7 февраля — 17 марта и 30 июня — 4 июля 1915 года).
С начала февраля формирования 12 А участвовала в Праснышской операции (февраль — март 1915 года), активной обороной города Прасныша (Привисленский край) совместно с войсками 1-й полевой армии обескровила германскую армейскую группу генерала М. Гальвица, а затем в ходе контрнаступления совместно с 1-й армией вынудила германцев отойти, оставив российскую территорию, к границам Восточной Пруссии. Накопив сил, противник предпринял новое наступление (вторая Праснышская операция) в период с 30 июня по 4 июля 1915 года, в которое 12-я армия во взаимодействии с 1-й армией вновь вели оборонительные бои в районе г. Прасныша против 12-й германской армии, прикрывая отход главных сил русских войск из Привисленского края.
12-я армия — активная участница Наревской операции 10 — 20 июля 1915 года.
В августе того же года произошло разделение Северо-Западного фронта на Северный и Западный, тогда же 12-ю армию включили в состав Северного фронта, где она до конца войны обороняла его правый фланг. В этом же месяце управление армией было расформировано и заменено полевым управлением расформированной 13-й армии, с переименованием в управление 12-й армии. В марте 1916 года нанесла неудачный удар в ходе Нарочской операции, повлекший большие потери.
В июле 1916 года предприняла неудачное наступление на Бауск.
В середине декабря 1916 года произошёл мятеж солдат 12-й армии, отказавшихся идти в атаку во время Митавской операции. 25 декабря генерал-лейтенант И. Р. Довбор-Мусницкий доложил царю о расстрелах 13 солдат взбунтовавшихся полков, на рапорте Николай II написал резолюцию: «Правильный пример». В общей сложности было расстреляно около ста человек. В декабре 1916 года армия провела Митавскую операцию, добившись только частного успеха.
После победы Февральской революции, на незанятой немецкими войсками территории стали создаваться Советы депутатов. В формированиях 12-й армии (район Риги) в новых выборных органах преобладали представлявшие меньшевиков и эсеров депутаты.

... Лихач был одно время комиссаром XII армии и приложил немало усилий для её окончательного развала ...— Чаплин Г. Е., Два переворота на Севере, 1918 год.
Исполнительные комитеты солдатских депутатов — Искосол 12-й армии занял сторону Временного правительства, соединившись с Исполкомом офицерского совета.
А. И. Деникин писал в своих воспоминаниях :

Войска Северного фронта и особенно 12-й армии были наиболее развалившиеся из всех, и по логике вещей, не могли оказать врагу должного сопротивления...
В ходе Рижской операции армия не выдержала наступления германских войск, и в ночь на 21 августа (3 сентября) под угрозой оказаться в окружении оставила Ригу и Двинск, отойдя к Вендену. Стойкость частей армии наложила отпечаток на исход операции.
На конец 1917 года штаб армии располагался в Валке. Управление выведено в Рыбинск. В январе — феврале 1918 года — в войсках 12-й армии председатель Искосола — С. М. Нахимсон совместно с бывшим генералом Ф. Ф. Новицким создают первые в Советской Республике регулярные отряды.
Расформирована в начале (марте — апреле) 1918 года.

## Состав
Армия была сформирована в следующем составе:
- управление
- 1-й гвардейский корпус
- 1-й армейский корпус
- 4-й Сибирский армейский корпус
- 1-й Туркестанский армейский корпус
- 1-й кавалерийский корпус

В ходе войны в разное время в составе армии находились управление, 5-й, 13-й, 15-й, 21-й, 23-й, 27-й, 28-й, 37-й, 43-й и 49-й армейские корпуса, 3-й Кавказский армейский корпус, 2-й, 5-й, 6-й и 7-й Сибирские армейские корпуса, 6-й кавалерийский корпус.
В конце войны в состав армии входили:
- управление
- XIII армейский корпус
- XLIII армейский корпус
- XLIX армейский корпус
- II Сибирский армейский корпус
- VI Сибирский армейский корпус
- Подвижная авиационная база 12-й армии

## В составе
- Северо-Западного фронта (январь — август 1915)
- Северного фронта (август 1915 — начало 1918)

## Командующие
- 14.01.1915—08.06.1915 — генерал от кавалерии Плеве, Павел Адамович
- 08.06.1915—20.08.1915 — генерал от инфантерии Чурин, Алексей Евграфович
- 20.08.1915—20.03.1916 — генерал от инфантерии Горбатовский, Владимир Николаевич
- 20.03.1916—20.07.1917 — генерал от инфантерии Радко-Дмитриев, Радко Дмитриевич
- 20.07.1917—09.09.1917 — генерал-лейтенант Парский, Дмитрий Павлович
- 09.09.1917—14.11.1917 — генерал-лейтенант Юзефович, Яков Давидович
- 14.11.1917—22.11.1917 — генерал-лейтенант Новицкий, Василий Фёдорович
- 22.11.1917—29.12.1917 — генерал-лейтенант Гунцадзе, Давид Константинович (временно исполняющий должность)
- 29.12.1917—04.1918 — коллегия в составе: Д. К. Гунцадзе, С. М. Нахимсон, М. Г. Тракман